# Just Plain Folks, the Story of a Simple Country Girl
Just Plain Folks, the Story of a Simple Country Girl è un cortometraggio muto del 1908 diretto da George D. Baker.

## Trama
Trama di Moving Picture World synopsis in (EN)  su IMDb

## Produzione
Il film fu prodotto dalla Vitagraph Company of America.

## Distribuzione
Il film - un cortometraggio di 175 metri - uscì nelle sale cinematografiche statunitensi il 22 agosto 1908, distribuito dalla Vitagraph Company of America. Nelle proiezioni, veniva programmato con il sistema dello split reel, accorpato in un'unica bobina con un altro cortometraggio prodotto dalla Vitagraph, The Merry Widower; or, The Rejuvenation of a Fossil.